# Wzdół-Kolonia
Wzdół-Kolonia (dawn. Wzdół Plebański Kolonia) – wieś w Polsce, położona w województwie świętokrzyskim, w powiecie kieleckim, w gminie Bodzentyn. Leży przy drodze wojewódzkiej nr 751.
| SIMC    | Nazwa      | Rodzaj     |
| ------- | ---------- | ---------- |
| 0230591 | Kopciowiec | przysiółek |
| 0991841 | Michalinów | przysiółek |
| 0230600 | Stara Wieś | przysiółek |
| 0991812 | Stepka     | przysiółek |

W latach 1975–1998 miejscowość administracyjnie należała do województwa kieleckiego.
Miejscowość jest siedzibą parafii Wniebowzięcia NMP. W strukturze kościoła rzymskokatolickiego parafia należy do metropolii krakowskiej, diecezji kieleckiej, dekanatu bodzentyńskiego.